# NPH-insuline

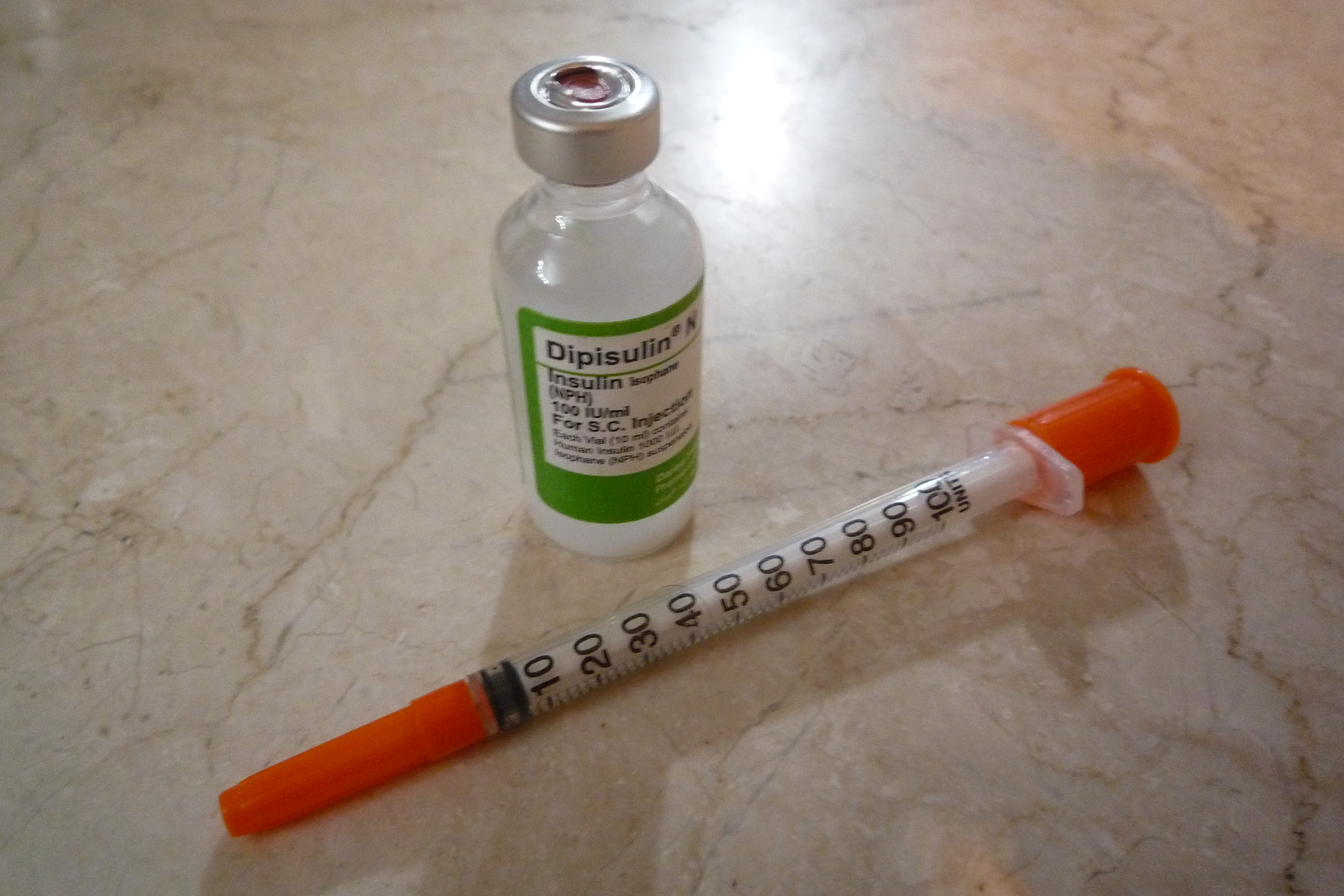
insulin

NPH-insuline (Neutral Protamine Hagedorn), ook wel isofane insuline genoemd, is een middellangwerkende insuline met een optimale werkingsduur van ongeveer 4 tot 12 uur en een maximale werkingsduur van ongeveer 24 uur. Het is dus bedoeld als basale insuline. NPH bestaat uit een suspensie van insuline-zink kristallen gecombineerd met protamine-polypeptiden. Protamine is een eiwit dat nodig is voor aanmaak van sperma; vaak wordt protamine uit sperma van zalm gewonnen. In NPH-insuline zijn insuline en protamine in de optimale, stoichiometrische reactieverhouding aanwezig. Deze verhouding wordt ook wel "isofaan" genoemd. Door dit protamine wordt insuline langzamer geresorbeerd; NPH-insuline in de circulatie werkt dus niet langer.
NPH werd in 1936 ontwikkeld door Novo Nordisk op basis van varkensinsuline. In dat jaar ontdekten Hans Christian Hagedorn en August Krogh dat geïnjecteerde insuline een langere werkingsduur kreeg wanneer er protamine aan toegevoegd werd. Nadat Novo Nordisk in 1946 ontdekt had hoe kristallen van protamine en insuline gecreëerd konden worden, bracht het bedrijf in 1950 NPH insuline op de markt.
De nadelen van dit type insuline zijn:
- grote variatie in resorptie uit subcutaan depot
- geen stabiele werking (bij hogere dosis, langere werkingsduur)
- onvoldoende lange werkingsduur om basale insuline te vervangen

Tegenwoordig wordt alleen nog NPH insuline geproduceerd op basis van menselijke insuline. Het wordt door verschillende bedrijven geproduceerd en op de markt gebracht:
De stof is opgenomen in de lijst van essentiële geneesmiddelen van de WHO.
| Producent      | Merknaam                                                      | Link                         |
| -------------- | ------------------------------------------------------------- | ---------------------------- |
| Eli Lilly      | Humuline NPH (sommige landen: Humulin I)                      | Produktinformatie[dode link] |
| Sanofi-aventis | Insuman Basal                                                 | Produktinformatie            |
| Novo Nordisk   | Insulatard (VS: Novolin N, sommige andere landen: Protaphane) | Produktinformatie            |

Termen:
Bloedglucosespiegel ·
Glykemische index ·
Hyperglykemie ·
Hypoglykemie ·
Insuline ·
Insulineanalogon ·
Pancreas

Hulpmiddelen:
Glucosemeter ·
Inhaleerbare insuline ·
Insulinepen ·
Insulinepomp ·
Prikpen

Insuline:
Snelwerkend:
Insuline lispro ·
Insuline aspart ·
Insuline glulisine
Kortwerkend:
Gewoon insuline
Middellangwerkend:
NPH-insuline
Langwerkend:
Insuline glargine ·
Insuline detemir

Bedrijven en leveranciers:
Eli Lilly ·
Novo Nordisk ·
Sanofi-aventis ·
Pfizer